# چیسمون دل جراپا
چیسمون دل جراپا (به ایتالیایی: Cismon del Grappa) یک کومونه در ایتالیا است که در استان ویچنزا واقع شده‌است.

## خصوصیات
چیسمون دل جراپا ۳۴ کیلومترمربع مساحت و ۱٬۰۳۱ نفر جمعیت دارد و ۲۰۵ متر بالاتر از سطح دریا واقع شده‌است.